# Selsingen
Selsingen (dolnoniem. Sürsen) – miejscowość i gmina w Niemczech, w kraju związkowym Dolna Saksonia, w powiecie Rotenburg (Wümme), siedziba gminy zbiorowej Selsingen.

## Geografia
Selsingen położony jest ok. 15 km na południe od miasta Bremervörde, na trasie drogi krajowej B71.

## Dzielnice gminy
W skład gminy wchodzą następujące dzielnice:
- Eitzte
- Granstedt
- Haaßel
- Lavenstedt
- Parnewinkel

## Współpraca
- Sawston, Anglia